# آفا ألان
آفا ألان (بالإنجليزية: Ava Allan)‏ هي عارضة وممثلة أمريكية، ولدت في 1 مارس 2000 في لوس أنجلوس في الولايات المتحدة.

## وصلات خارجية
- آفا ألان على موقع IMDb (الإنجليزية)
- آفا ألان على موقع قاعدة بيانات الفيلم (الإنجليزية)